# Historia de la depresión

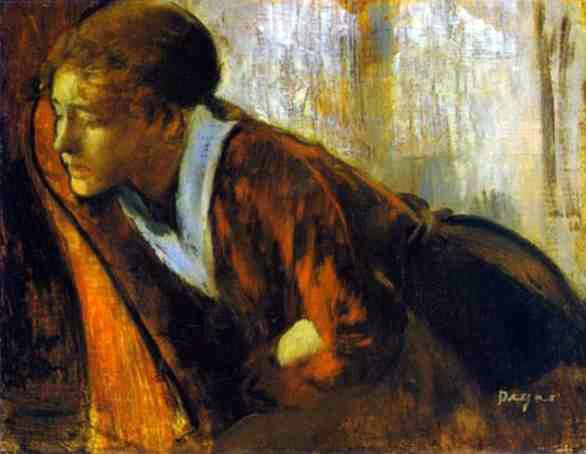
Melancolía, cuadro de Edgar Degas.

La depresión (del latín depressus, abatimiento) es uno de los trastornos psiquiátricos más antiguos de los que se conoce. Inicialmente fue denominada melancolía (del griego antiguo μέλας "negro" y χολή "bilis"); sin embargo, no representan lo mismo.
Usualmente, el término 'melancolía' tiene su origen en Hipócrates, y continuó usándose hasta el Renacimiento. Recién en el año 1725 el británico sir Richard Blackmore rebautizó ese mal con el término vigente de depresión. Hasta el nacimiento de la psiquiatría científica, en pleno siglo XIX, su origen y tratamientos, como el del resto de los trastornos mentales, oscilaban entre la magia y una terapia ambientalista de carácter empírico (dietas, paseos, música...).
Con el advenimiento de la biopsiquiatría y el despegue de la farmacología pasa a convertirse en una enfermedad más. La medicina oficial moderna considera cualquier trastorno del humor que disminuya el rendimiento en el trabajo o limite la actividad vital habitual, independientemente de que su causa sea o no conocida, como un trastorno digno de atención médica y susceptible de ser tratado mediante farmacoterapia o psicoterapia.
A lo largo de la historia, el término "depresión" fue manifestando su presencia a través de los escritos y de las obras de arte. Incluso, mucho antes del nacimiento de la especialidad médica de la psiquiatría, ya se la conocía y era catalogada entre los principales tratados médicos de la Antigüedad.

## Etimología

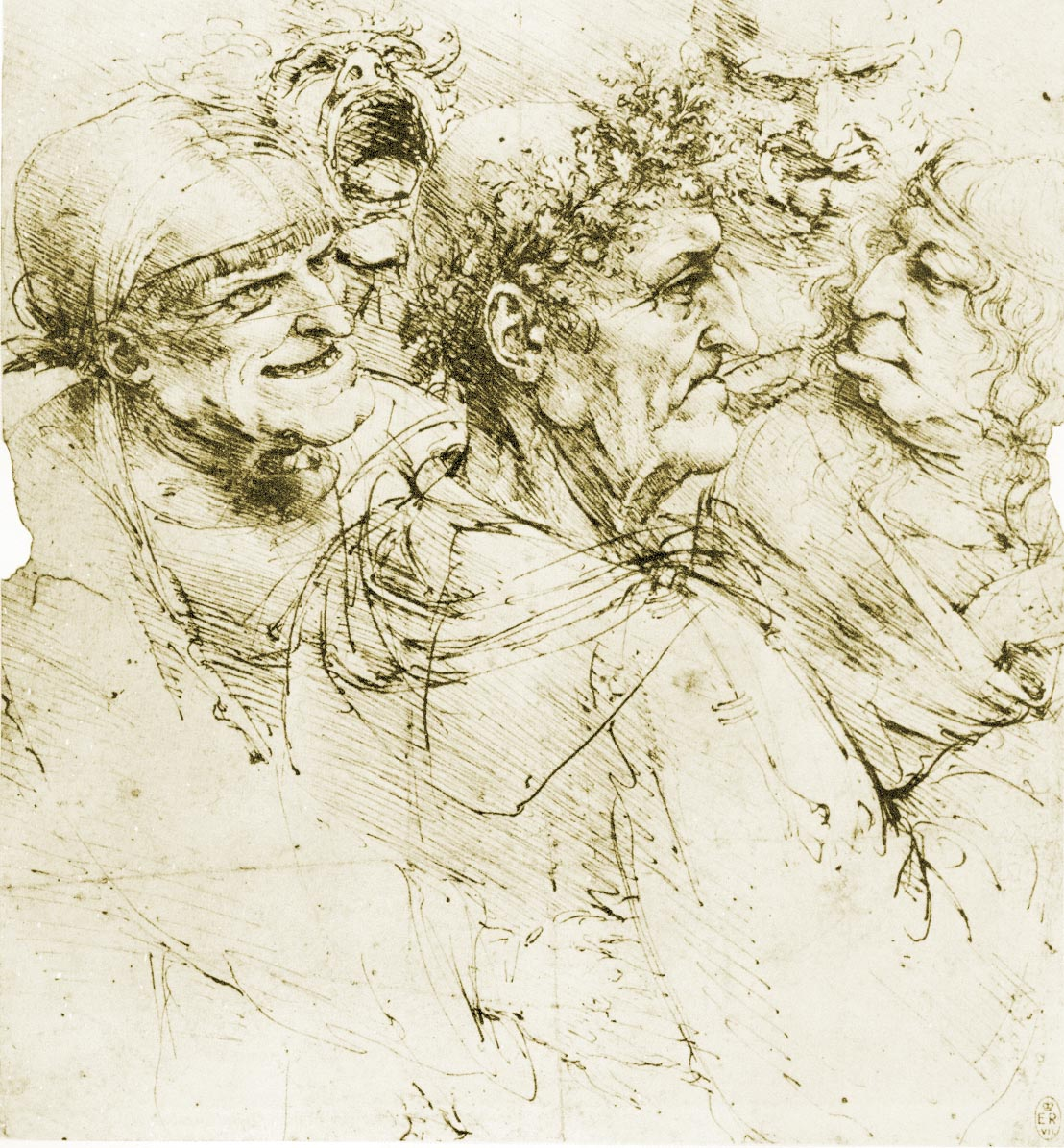
Ilustración de Leonardo da Vinci representando los cuatro humores hipocráticos. La teoría de los cuatro humores achaca un tipo de comportamiento al exceso o defecto de alguno de ellos. Así, aquellos individuos con mucha sangre se consideraban sanguíneos (emocionales), aquellos con mucha flema eran denominados flemáticos (equilibrados), aquellos con mucha bilis amarilla eran coléricos (irascibles, violentos), y aquellos con mucha bilis negra se denominaban melancólicos (apáticos, tristes).

La cultura griega clásica explicaba todas las enfermedades y los cambios de temperamento o "humor" a partir de la influencia de cuatro líquidos corporales denominados "humores": la sangre, la flema, la bilis negra y la bilis amarilla. Según esta teoría de los cuatro humores propuesta por Hipócrates un exceso de sangre provocaba comportamientos hiperactivos (maníacos, en la terminología actual), mientras que el exceso de bilis negra provocaba un comportamiento abatido, apático y un manifiesto sentimiento de tristeza. El término "bilis negra" o μελαγχολια ("melancolía", μελαγ: melán, negro; χολη: jole, hiel, bilis) pasó a convertirse en sinónimo de tristeza.
Los romanos antiguos tenían en latín su propia manera de llamar a la bilis negra, atra bilis (bilis oscura), de la cual se deriva la palabra española "atrabiliario", que significa de triste semblante; pero el término médico mantuvo el originario griego.
Hipócrates explicaba no sólo el comportamiento sino las propias salud y enfermedad mediante el equilibrio de estos humores en el cuerpo. Denominaba crasis al equilibrio entre ellos y llamaba crisis a la expulsión de los humores mediante procesos fisiológicos como el sudor, los vómitos, la expectoración, la orina, o las heces. El médico debía averiguar cuál era el momento "crítico" (aquel en el que se debía producir la expulsión de los malos humores) para facilitarlo mediante la aplicación de los correspondientes tratamientos.
El origen del vocablo depresión se encuentra en la expresión latina de y premere (empujar u oprimir hacia abajo). Su uso se registra por primera vez en Inglaterra en el siglo XVII. Richard Blackmore, médico de Guillermo III de Inglaterra y poeta, habla en 1725 de estar deprimido en profunda tristeza y melancolía. Robert Whytt, 1764, relaciona depresión mental con espíritu bajo, hipocondría y melancolía. En 1808 Hacia el siglo XIX el término depresión va ganando terreno y se usa junto al de melancolía para designar a la enfermedad, mientras este último término siguió conservando su uso popular y literario.
Wilhem Griesinger empleó por primera vez el término estados de depresión mental como sinónimo de melancolía. Emil Kraepelin la designa como locura depresiva en una de sus clasificaciones, sin abandonar el término melancolía para nombrar la enfermedad, y manteniendo depresión para referirse a un estado de ánimo; afirmaba que las melancolías eran formas de depresión mental, expresión que se le atribuye. Adolf Meyer propuso abandonar el término melancolía y sustituirlo por el de depresión.
En esta batalla por la nomenclatura se llegó a la redundancia de llamar melancolía a la depresión con síntomas leves. El término ciclotimia fue usado por Karl Ludwig Kahlbaum en 1863 para designar las variaciones de las fases depresiva y maníaca, a modo de ciclos repetitivos y periódicos.

## La Antigüedad clásica

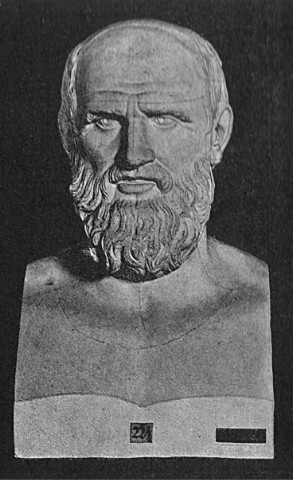
Hipócrates es considerado el primer médico en describir clínicamente la melancolía o depresión.

Pueden encontrarse descripciones de la melancolía y sus síntomas en muchos registros literarios y médicos de la humanidad, aunque es la cultura griega clásica la primera en abordar explícitamente este trastorno del ánimo, sin recurrir a metáforas o descripciones literarias.
El modelo médico griego se fundaba en las variaciones hereditarias cuya influencia determinaba la de la aparición de las diferentes enfermedades. El predominio o desequilibrio de un humor sobre los otros podía explicar un temperamento, según la teoría propuesta por Hipócrates, pero también la aparición de diferentes enfermedades; siguiendo ese modelo, los temperamentos posibles eran el sanguíneo, el colérico, el melancólico y el flemático. El temperamento (temperamentum, medida) es la peculiaridad e intensidad individual de los afectos psíquicos y de la estructura dominante de humor y motivación; es la manera individual de reaccionar a los estímulos ambientales. El colérico es rápido, muy activo, práctico en sus decisiones, autosuficiente y sobre todo independiente. Se considera que es muy determinado, firme y decidido en sus opiniones, y se enoja con facilidad. El melancólico es sensible, aunque poco reactivo; tiende al pesimismo y la pasividad.

Si el miedo y la tristeza se prolongan, es melancolía.
Hipócrates de Cos

A pesar de los errores de esta teoría Hipócrates no se equivocaba completamente al relacionar los dos síntomas principales propios de los melancólicos: el temor y la tristeza. Es como consecuencia de esta tristeza que los melancólicos odian, según Hipócrates, todo lo que ven y parecen continuamente apenados y llenos de miedo, como los niños y los hombres ignorantes que tiemblan en una oscuridad profunda. Sí que yerra, en cambio, al identificar o relacionar melancolía y epilepsia, confusión que persistirá mucho tiempo:

Por lo general, los melancólicos se tornan epilépticos y los epilépticos melancólicos; lo que determina uno u otro de ambos estados es la dirección que toma la enfermedad; si acomete al cuerpo, epilepsia, si al espíritu, melancolía..
Hipócrates de Cos

Areteo de Capadocia, notable médico romano del siglo I, describe la melancolía como una frialdad del ánimo, obsesionado con un pensamiento, y tendente a la tristeza y a la pesadumbre. Celso, por su parte, aunque de espíritu fundamentalmente compilador, desarrolla algunas consideraciones personales sobre el tratamiento que incluyen terapias ambientalistas, de distracción con cuentos y juegos del agrado del paciente o viajes periódicos a otros países, aunque también incluye propuestas de tratamiento farmacológico como la sangría, o purgas estomacales a base de eléboro blanco.
Sorano de Éfeso, principal representante de la escuela metodista, considera la melancolía como un tipo de enfermedad asociada a un estado excesivamente fluido y laxo del organismo. Rechaza la teoría de los humores y, a través de las referencias de su principal traductor, Celio Aureliano, sabemos que creía que su origen estaba en el estómago (stomachus). La escuela neumática (seguidora de la teoría del pneuma: la vida es consecuencia de un flujo o «pneuma» permanente de partículas en movimiento), opuesta a la metodista y representada por Rufo de Éfeso, también se opone a la teoría humoral y propone una clasificación visionaria en melancolías congénitas y adquiridas, además de introducir una descripción prosopográfico del perfil del paciente melancólico: ojos saltones, labios finos, piel oscura o exceso de vello corporal. Menciona este autor la existencia de una melancolía de los hipocondrios o hipocondría, y achaca la misma a una excesiva actividad del pensamiento. Persiste la relación entre la depresión y el tracto digestivo ya que "la época en la que aparece menos es el invierno, porque la digestión se hace bien en esa estación".
La escuela ecléctica, abanderada por Areteo de Capadocia, mantuvo el origen humoral de la enfermedad y recogió por primera vez el concepto de melancolía amorosa, además de relacionar la melancolía con su situación clínica contraria, la manía.
Claudio Galeno de Pérgamo, principal figura médica de la Roma antigua, mantiene en el siglo II dC los postulados hipocráticos, subrayando de nuevo la importancia del miedo como síntoma concomitante con la tristeza.

## Edad Media

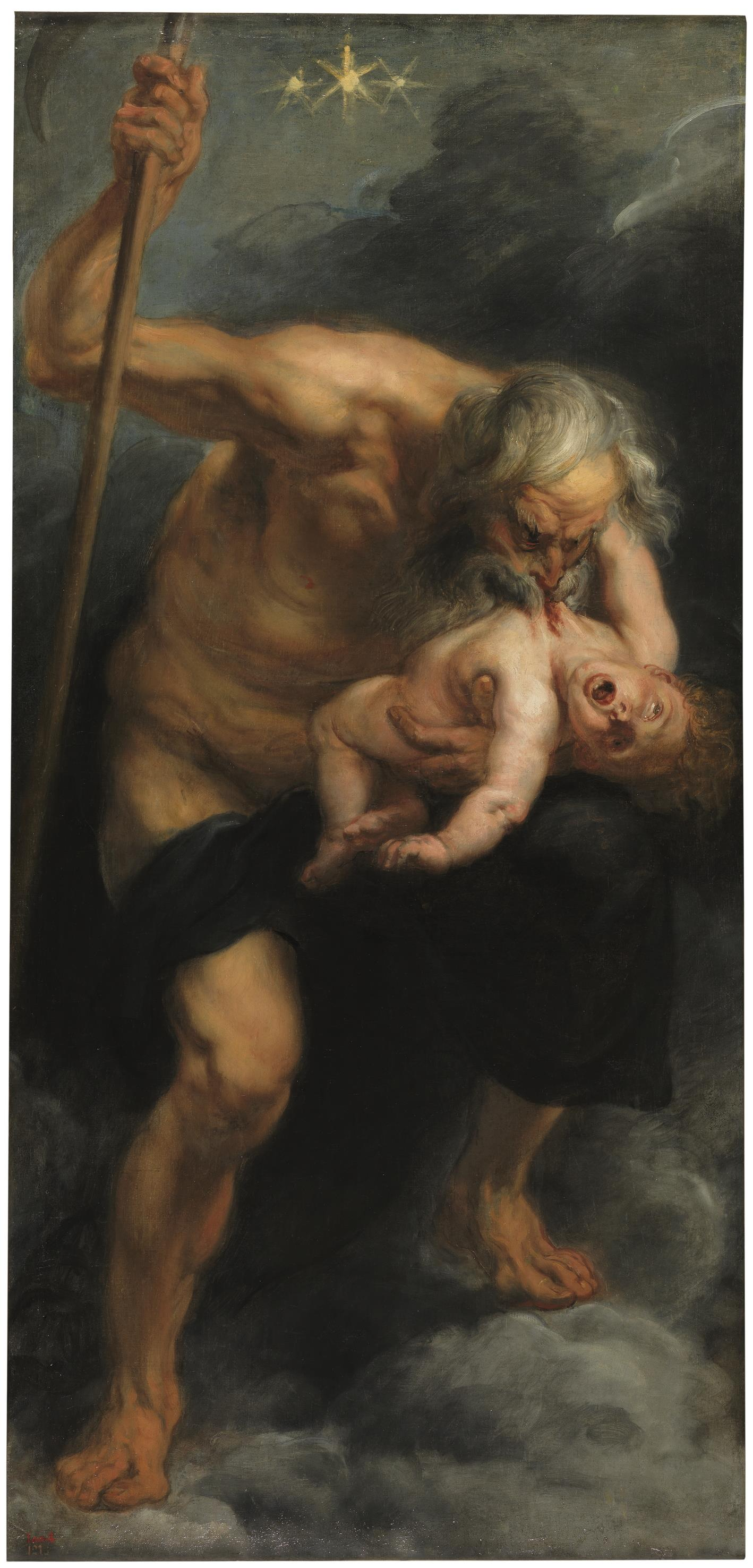
Saturno devorando a sus hijos, de Pedro Pablo Rubens.
Referencias significativas fueron las de dos religiosos. Evagrio Póntico (345-399), monje asceta apodado "el solitario" describe al acedioso en varios textos recogidos en la Filocalia, insistiendo en ese concepto de apatía conducente a la falta de diligencia.
Isidoro de Sevilla (556–636) indicaba cuatro defectos derivados de la tristeza: el rencor, la pusilanimidad, la amargura, la desesperación; y siete de la acedia: la ociosidad, la somnolencia, la indiscreción de la mente, el desasosiego del cuerpo, la inestabilidad, la verbosidad y la curiosidad.
Durante la Edad Media se gestan muchos de los simbolismos actuales sobre la depresión, como la relación entre Saturno y la melancolía. Debido a su posición orbital más lejana que Júpiter los antiguos romanos otorgaron el nombre del padre de Júpiter al planeta Saturno. Saturno (Crono) es capaz de otorgar poder y riqueza, pero solo a cambio de la felicidad. Este mito será desarrollado siglos después por Sigmund Freud, el padre del psicoanálisis.

El período europeo conocido como Edad Media incluye aportaciones en materia de medicina de tres fuentes más o menos diferenciadas: el imperio bizantino, surgido de los restos del Imperio Romano de Oriente; el mundo islámico, en plena expansión medicinal (de componentes psicológicas nuevas), y la Europa Occidental, dominada por una concepción cristiana de la ciencia. La medicina de la Edad Media en Europa mantiene, en general, intactos los postulados clásicos de los cuatro humores pero la influencia del cristianismo como aglutinador cultural en la interpretación de las "pasiones del alma" abre la vía de una nueva concepción de la enfermedad.

### Bizancio
En Bizancio, aislada de las campañas militares de los germanos y heredera de la Escuela Alejandrina, el médico enciclopedista Oribasio de Pérgamo repite la letanía hipocrática de los dos síntomas principales de la melancolía, el miedo y la tristeza y cita también a Rufo de Éfeso al afirmar que el mejor tratamiento contra la melancolía es el coito, porque "hace desaparecer las ideas obsesivas del alma y aquietar las pasiones desbocadas". De manera algo más innovadora Alejandro de Tralles incluye la melancolía dentro de un grupo mayor de tipos de locura. Según este autor puede deberse a un exceso de sangre, que hace que los vapores asciendan al cerebro; a una obstrucción del flujo sanguíneo, lo que ocasionaría una obstrucción en el cerebro; o a un exceso de bilis negra, resultante de la transformación de la sangre y que también produce vapores que ascienden hacia el cerebro.
Pero es el gran médico bizantino, Pablo de Egina, el que, en su Epitome, Hypomnema o Memorandum, registrará por primera vez el error de asimilar melancolía y posesión demoníaca: La melancolía es un trastorno del intelecto sin fiebre... Los síntomas comunes a todos ellos son el miedo, la desesperación y la misantropía. Algunos desean la muerte y otros tienen miedo a morir; algunos ríen constantemente, y otros sollozan; algunos se creen impelidos por altas instancias, y predicen el futuro, como si estuvieran bajo la influencia divina; y a estos, por ello se les llama endemoniados o posesos.

### La medicina árabe medieval
A partir de la expansión del islam en el siglo VII se produce una relación sincrética y muy productiva en el campo de la medicina árabe, en contacto con las obras clásicas de los autores griegos y romanos a través de los traductores nestorianos.
Ishaq Ibn Imran, en el siglo X, en Bagdad describe en su Maqâla fî âl-Malîhûliyâ (Tratado de la melancolía, única obra árabe dedicada exclusivamente a este trastorno) que en estos pacientes hay sentimientos de angustia y soledad debidos a una idea irreal. Incluye algunos síntomas somáticos como la pérdida de peso y sueño. La melancolía puede surgir por motivos como el miedo, el tedio o la ira. Distingue, entonces, entre tristeza, ansiedad, angustia, trastornos psicosomáticos y somatopsíquicos y propone tratamientos ambientales (una incipiente propuesta de psicoterapia) y farmacéuticos. Aunque mantiene una concepción general basada en la teoría humoral, aporta ideas acerca de su etiopatogenia que se alejan del concepto clásico: las actividades del alma racional (el pensamiento arduo, el recuerdo, las fantasías o los juicios) pueden arrastrar al alma susceptible a la melancolía, como caen en ella los enamorados o los sibaritas, o los que se exceden en la lectura de libros de medicina o filosofía.
Avicena, en su Canon de medicina, menciona la melancolía, siguiendo los dictados de Rufo de Éfeso y de Galeno, y con pocas aportaciones novedosas. Al-Razi, médico jefe del hospital de Bagdad, primero en poseer una sección dedicada a los enfermos mentales, enfatiza en su obra médica la necesidad de valorar los aspectos psicológicos del paciente a la hora de hacer una valoración global. Sobre la melancolía, anticipa un método de tratamiento psicodinámico consistente en recomendar al paciente trabajos que le liberen de su ociosidad y la conversación frecuente con personas juiciosas que les muestren lo infundado de sus preocupaciones.

### Europa medieval

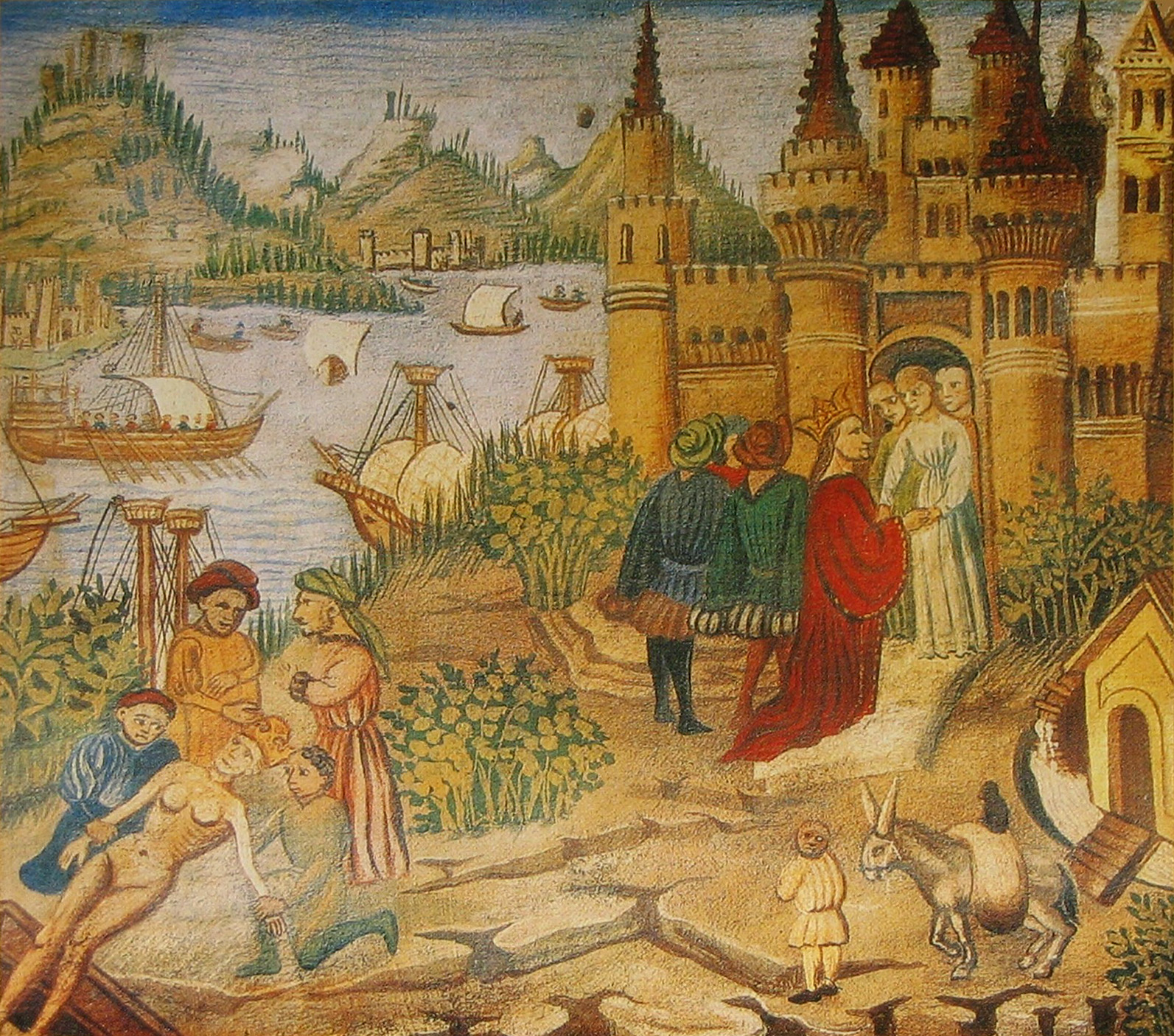
Escuela Médica de Salerno

Constantino el Africano (1020-1087), representante de la Escuela Médica Salernitana, traduce la obra de Ishaq Ibn Imran en el siglo XI, y asume que la melancolía puede aquejar al espíritu más que otras enfermedades somáticas. Siguiendo este tratado establece diferentes tipos de melancolía: la hipocondríaca, ubicada en la boca del estómago; otra en alguna zona profunda del cerebro. Como Hipócrates, las repercusiones serán el temor y la tristeza. La definición de la tristeza es (anticipando posteriores interpretaciones psicoanalíticas) la pérdida del objeto amado. "Cuando los efluvios de la bilis negra, afirma Constantino, suben al cerebro y al lugar de la mente, oscurecen su luz, la perturban y sumergen, impidiéndole que comprenda lo que solía comprender, y que es menester que comprenda. A partir de lo cual la desconfianza se vuelve tan mala que se imagina lo que no debe ser imaginado y hace temer al corazón cosas temibles. Todo el cuerpo es afectado por estas pasiones, pues necesariamente el cuerpo sigue al alma (El cuerpo sigue al alma en sus acciones y el alma sigue al cuerpo en sus accidentes). Por consiguiente se padece vigilia, malicia, demacración, alteración de las virtudes naturales, que no se comportan según lo que solían, mientras estaban sanas". En la segunda parte de la traducción de Constantino se enumeran algunas pócimas y jarabes útiles frente a los diferentes tipos de melancolía.
Desde una perspectiva religiosa, a la melancolía se la categorizó como "demonio", entendido como tentación o pecado, pasando a denominarse acedia o apátheia (desidia, apatía). Los ocho pecados capitales eran la gastrimargia, la fornicatio, la philargyria, la tristitia (esta fue eliminada por Tomás de Aquino, quedando para el acervo popular los siete pecados capitales), la cenodoxia, la ira, la superbia y la acedia o taedium cordis (desidia, sutilmente diferente de la tristeza o de la pereza).
Otra figura capital es Hildegarda de Bingen (1098- 1179), abadesa y mística alemana, médica, compositora y escritora, que fue conocida como la Sibila del Rin. Fue una de las personalidades más multifacéticas del Occidente europeo, y de las más influyentes de la Baja Edad Media, que escribió sobre la melancolía en los conventos y no olvidó señalar como posible lenitivo las relaciones sexuales.

## Renacimiento y Barroco

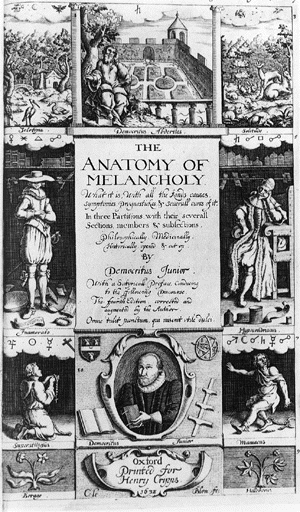
Portada de la obra de Robert Burton, Anatomía de la Melancolía, de 1621.

La principal novedad despuntada en los albores del período humanista conocido como Renacimiento es la renovada descripción aristotélica del temperamento melancólico y su relación con el genio artístico y la locura creativa.
El autor capital a la hora de reintroducir esta temática en el siglo XVI fue Marsilio Ficino, médico florentino neoplatónico de finales del siglo XV que analiza la obra de Aristóteles (Problema XXX) desde esa perspectiva y propone que las personas con una mayor cantidad de bilis negra poseen unas dotes especiales para la creación artística. Esta idea anticipa el ideal de la melancolía creativa, o de la spes thysica (capacidad creativa inducida por la tuberculosis en sus fases finales) desarrollados por el movimiento romántico varios siglos después. Libro influyente en todo el siglo XVII y comienzos del XVII es Tres libros sobre la vida, donde habla de la posible curación botánica, ambiental y musical, y donde establece ciertas correlaciones astrales. La descripción de algunos enfermos resultó canónica, y por ello repetida durante decenios.
En España se publicaron dos tratados de melancolía, Andrés Velázquez, Libro de la melancolía, 1585, en castellano; y la Sobre la Melancolía de Alonso de Santa Cruz, c. 1569, póstuma, y hubo un gran debate entre los médicos de su tiempo. Así sucede con Pedro Mercado, Luis Mercado, Francisco Valles o el propio Huarte de San Juan que se sumaron a una discusión al respecto en el siglo XVI en la que participaron figuras de talla intelectual, como Philipp Melanchton, Johann Wier, Forestus (Dubois), Jean Fernel, Altomari, Guainieri, Felix Platter o Ercole Sassonia.
Por su parte, el inglés Timothy Bright (1550-1615) publicó en 1586 una buena descripción del cuadro clínico de la melancolía, bajo los preceptos de la teoría humoral, en su lengua nativa.
Poco después André Du Laurens, el médico de Enrique IV de Francia, publicó otro tratado divulgativo de mucho éxito (diez ediciones entre 1597 y 1626), titulado De las enfermedades melancólicas (inserto en un Discurso sobre la conservación de la vista, las enfermedades melancólicas, los catarros y la vejez), en el que aporta la idea de que la bilis negra puede ser calentada, produciendo un estado espiritual (enthousiasma) que induce al hombre a la filosofía o la poesía. Relacionados con Laurens, estuvieron Jourdain Guibelet y especialmente Jacques Ferrand ya de inicios del siglo XVII, que escribieron en francés Del humor melancólico y Melancolía erótica, respectivamente.
Pero la figura más importante del Renacimiento tardío o el Barroco (cercano al racionalismo del siglo XVII), en relación con la melancolía, fue Robert Burton  (1577-1640), quien dedicó casi toda una vida a redactar su Anatomía de la Melancolía (publicada en 1621); es un largo ensayo médico y filosófico en el que resume todos los conocimientos habidos hasta esa fecha sobre el tema.
En sus tres tomos, la Anatomía de la Melancolía ofrece una concepción multifactorial de la depresión, según la cual la enfermedad no tiene una única causa, sino que puede tener varias: desde el amor a la religión, pasando por la política, la influencia de las estrellas o el simple aburrimiento. Puede localizarse, al modo clásico, en la cabeza, el cuerpo o los hipocondrios, y se acompaña en ocasiones de delirios o fantasías, de nuevo subrayando el miedo y la tristeza como síntomas principales. Y si varias pueden ser las causas, varios pueden ser los remedios, que van desde la música a la compañía. La obra concluye con un extenso poema, resumen del autor de su concepto de melancolía.

## Entre 1650 y 1789

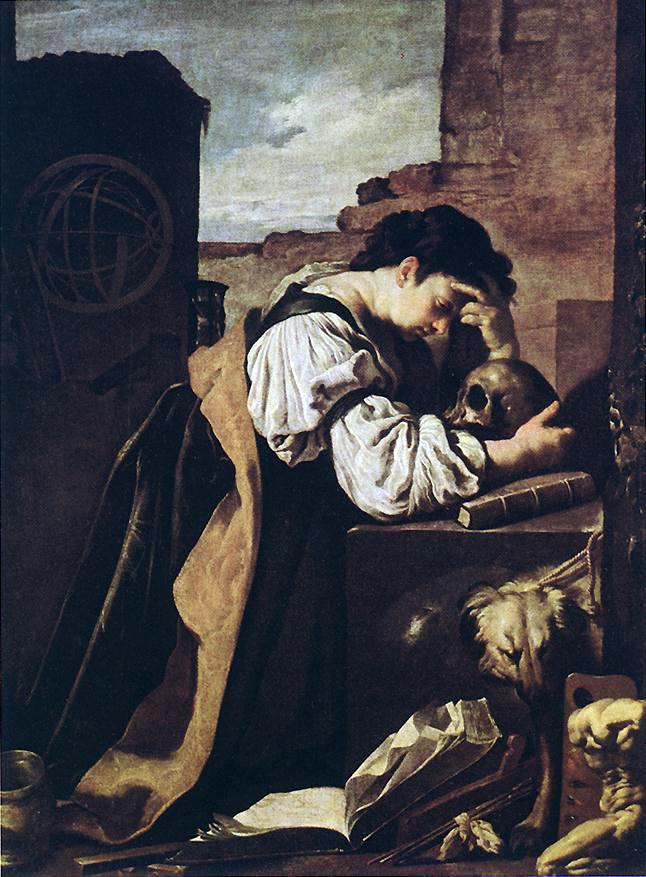
Melancolía, de Domenico Fetti (1589-1623).

La transformación de la sociedad a partir del siglo XVII (la crisis del modelo mercantilista y el surgimiento de la concepción mecanicista de la ciencia) determinaron una ruptura con las teorías clásicas sobre la melancolía.
Thomas Willis (1621-1675) será el primer médico en rechazar activamente la teoría de los cuatro humores y, al hilo de la corriente imperante en su época, atribuirá a procesos químicos del cerebro y del corazón las causas de esta enfermedad. Menciona cuatro tipos de melancolía, de acuerdo a su origen: La debida a una alteración en el cerebro, la originada por una mala función del bazo, una tercera que tiene su origen y efecto en todo el cuerpo y una última clase de melancolía "histérica", cuyo origen se encontraría en el útero. Es considerado el pionero de la neuroanatomía, y sus trabajos en el campo de la depresión le llevan a publicar en 1672 un tratado sobre el tema en el que mantiene la base del miedo y la tristeza en cuanto a la sintomatología, pero en el que introduce por primera vez el concepto de afectación de la conciencia frente a la afectación de la conducta, lo que dará origen a los conceptos de locura parcial y locura general desarrollados poco después por John Locke, el más notable de sus discípulos.
A. Pitcairn a comienzos del siglo XVIII escribía que el desequilibrio de los flujos sanguíneos en el organismo podía afectar al flujo de los espíritus de los nervios (según la teoría de René Descartes) generando los pensamientos confusos y los delirios propios de la melancolía. Poco después los experimentos con la recién descubierta electricidad transformaron el campo de la fisiología abandonando la teoría de Descartes para dar lugar a los conceptos de sensibilidad e irritabilidad, atracción, repulsión y transmisión. Newton en su Principia (1713) decía: ... y los miembros de los cuerpos animales se mueven por orden de la voluntad, es decir, por las vibraciones de este fluido [el éter], propagado a lo largo de los filamentos sólidos de los nervios, desde los órganos exteriores de los sentidos al cerebro, y del cerebro a los músculos. Siguiendo con ese planteamiento William Cullen (1710-1790), estudió los conceptos de carga y descarga en los seres vivos sometidos a electricidad y extrapoló sus hallazgos a la función cerebral. De este modo relacionó a la melancolía con un estado de menor energía cerebral: el melancólico sufría una situación de falta de tono nervioso o "anergia".
William Cullen se dedica durante la segunda mitad del siglo XVIII a clasificar minuciosamente las enfermedades, incluyendo a la melancolía dentro del apartado de neurosis, o "enfermedades nerviosas", según la nueva nomenclatura fundada en los recientes hallazgos neurofisiológicos. Un exceso de torpeza en el desplazamiento de la energía nerviosa sería la causa principal de la melancolía, dándose con este autor definitivamente por abandonada la bimilenaria teoría humoral.
Richard Blackmore menciona por primera vez en 1725 el término depresión, pero aún pasarán muchos años antes de que sustituya al más clásico de melancolía.

## Los siglosXIXyXX

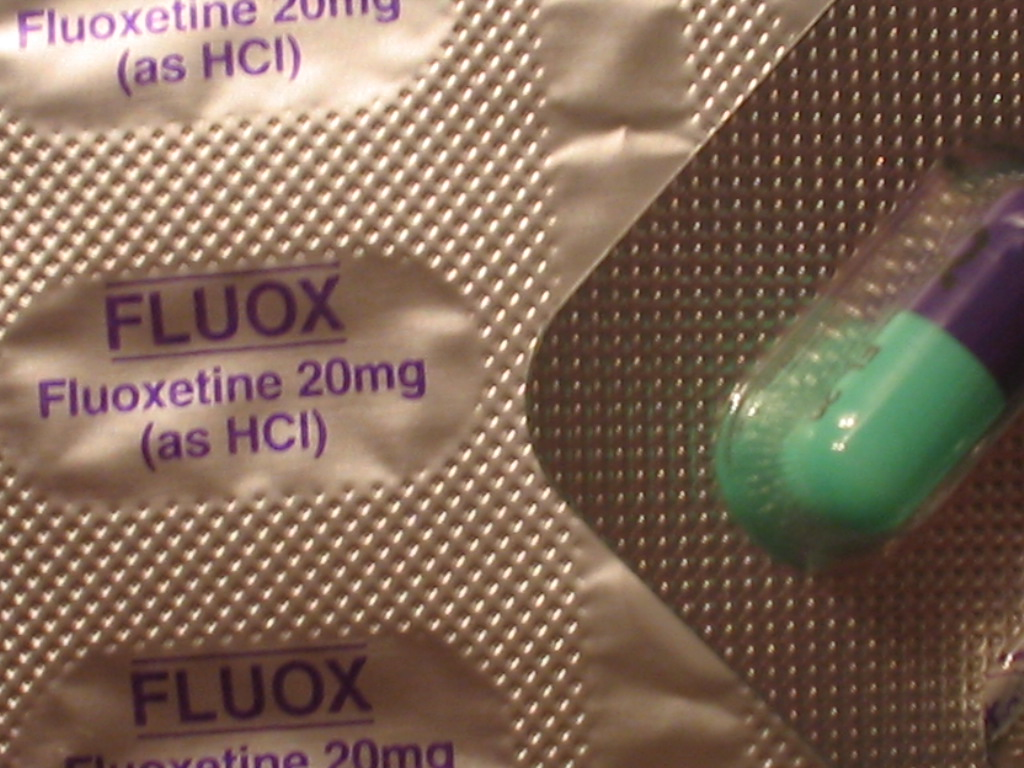
Fluoxetina, antidepresivo que ha traspasado la barrera académica para instalarse en la cultura popular a través del nombre comercial, Prozac o "la píldora de la felicidad".

La Revolución francesa, y la revolución industrial que le dio impulso, cambiarán definitiva y completamente el modo de entender a la persona enferma. Y especialmente, la enfermedad mental. El padre de la psiquiatría moderna, Philippe Pinel, llega a la medicina después de un intenso estudio de las matemáticas, lo que le permite disponer de una óptica ligeramente diferente a la del resto de médicos de su época. Desde su punto de vista el origen de los trastornos anímicos está en la percepción y las sensaciones, inaugurando una época de causas morales (fanatismos religiosos, desilusiones intensas, amores apasionados...). Sin atacar a esas causas no se puede tratar la melancolía, denominada por él como delirio parcial o delirio sobre un objeto.
El principal discípulo de Pinel, Jean-Etienne-Dominique Esquirol acometió la reforma psiquiátrica de espíritu positivista que sentó las bases de la identificación entre loco y enfermo mental. Adoptó el término de monomanía para algunos tipos de melancolía, y apuntó por primera vez, de una manera muy adelantada, a la "enfermedad" (monomanía instintiva) como causa de determinados comportamientos delictivos. Aquí comenzará el proceso que culmina en pleno siglo XX de identificación (y confusión, en algunos casos) entre trastorno anímico (tristeza patológica) y enfermedad mental (depresión).
Pero esas descripciones nosológicas de Pinel y Esquirol pronto se demuestran como síndromes, más que como entidades propias. La monomanía, la manía, la melancolía, son conjuntos de síntomas que difícilmente ayudan a tipificar a los pacientes. En este contexto Jean-Pierre Falret describe en 1854 la locura maniaco-depresiva en su tratado "Acerca de la locura circular o forma de enfermedad mental caracterizada por la alternancia regular de la manía y de melancolía".
A medida que avanza el desarrollo de la psiquiatría la terminología empleada para referirse a la melancolía o a la depresión van adquiriendo mayor especificidad y claridad. En las primeras décadas del siglo XX el concepto de depresión se desglosa en otros como ansiedad, histeria, hipocondría, obsesión, fobia, distimia o trastorno psicosomático y la OMS acota y define la depresión endógena o mayor como un síndrome orgánico cuya sintomatología nuclear abarca alteraciones del pensamiento y los impulsos, tristeza corporalizada y trastornos de los ritmos vitales, además de poder expresarse a través de distintos síntomas somáticos.
La biopsiquiatría ha llegado más lejos explicando a través de mecanismos farmacológicos cómo la interacción de determinados neurotransmisores influye en el desarrollo de múltiples trastornos mentales entre los que se encuentra la depresión.

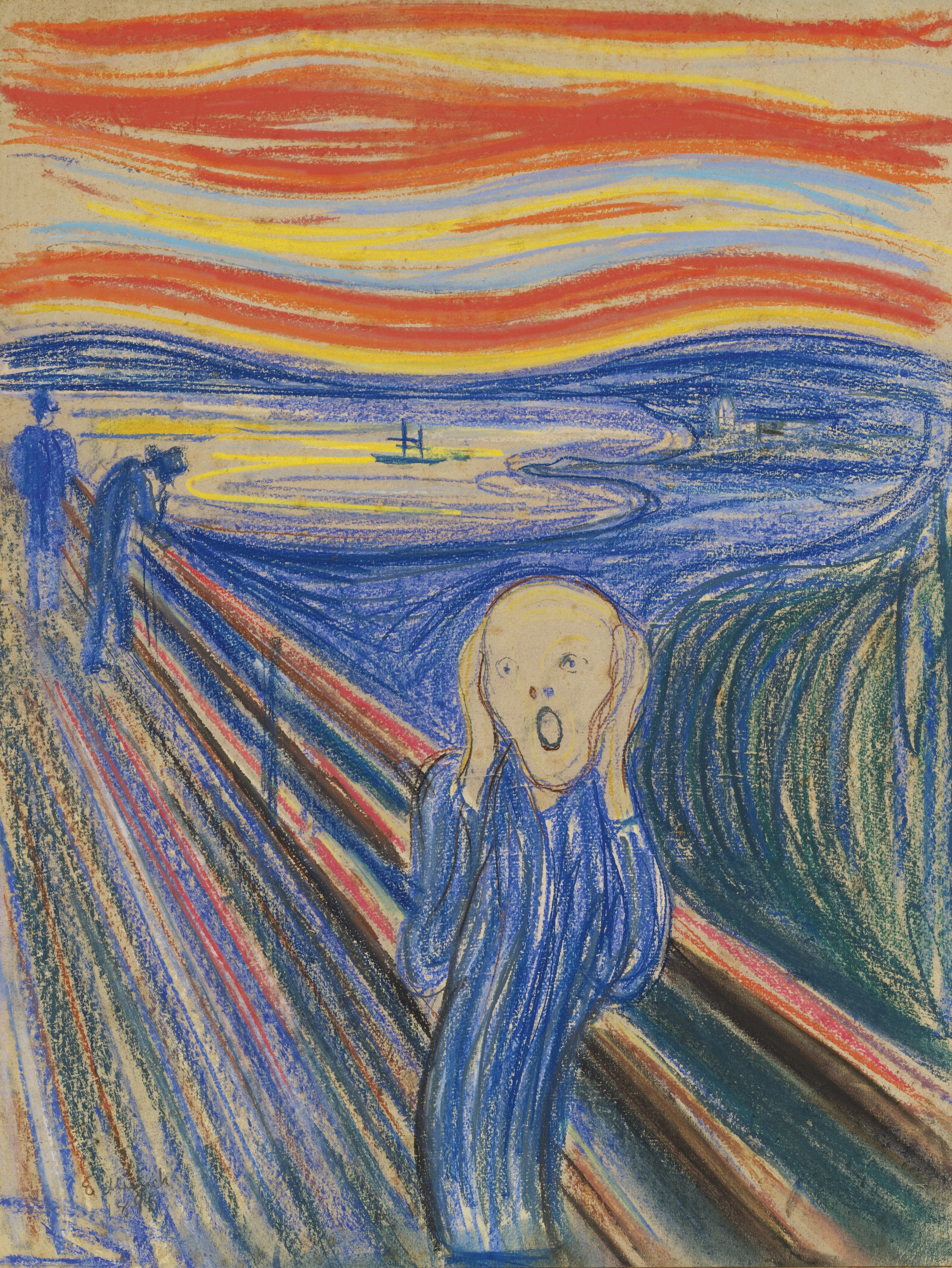
The Scream Pastel

## La depresión en la cultura

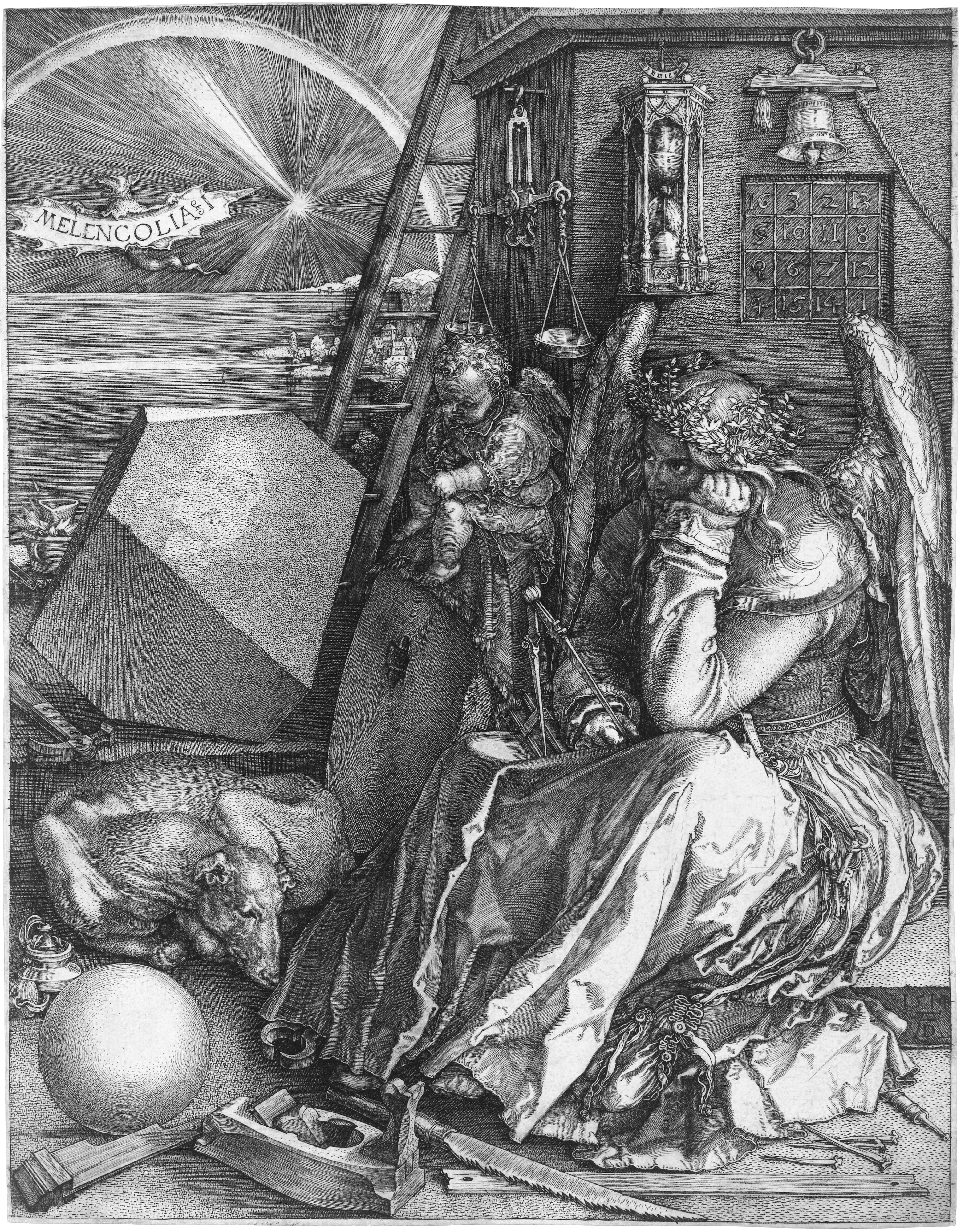
Melancolía I, de Alberto Durero, 1514

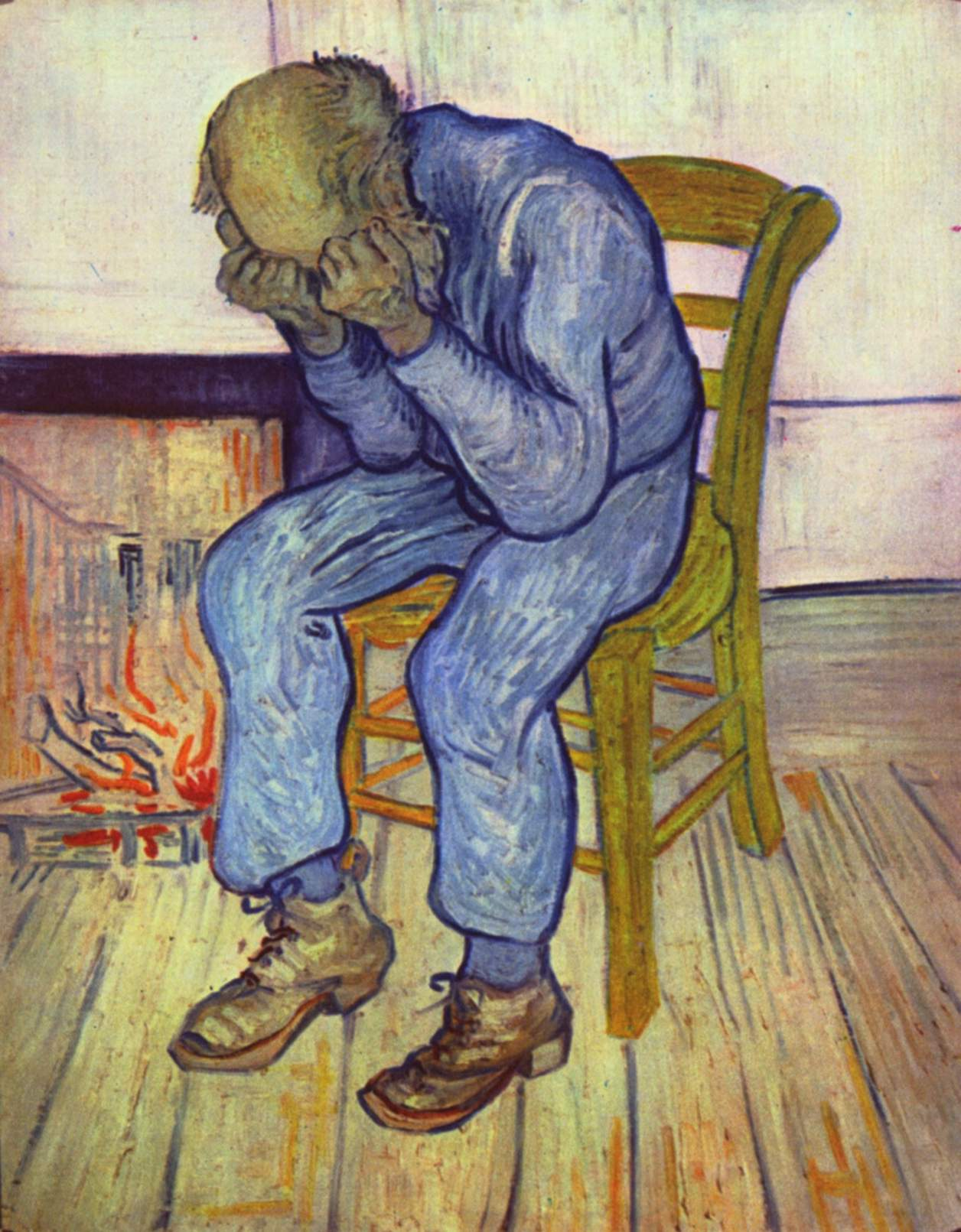
À la porte de l'éternité, de Vincent Van Gogh, 1890.

Durante el comienzo del siglo XVII, surgió en Inglaterra un curioso culto a la melancolía. Se creía que ésta era causada por la inseguridad religiosa, consecuencia natural de Reforma inglesa, y el profundo interés de la época por el pecado, la perdición y la salvación.
En las artes plásticas, la representación más famosa de esta aflicción es un grabado alegórico de Alberto Durero titulado Melancolía I; la obra incluye un cuadrado mágico y un cubo truncado, entre otros objetos simbólicos estudiados por Erwin Panofsky.
En la música, el culto a la melancolía está asociado con John Dowland, cuyo lema era "Semper Dowland, semper dolens" ("Siempre Dowland, siempre en pena"). El hombre melancólico, visto por sus contemporáneos como una molestia y un peligro, tiene su máximo exponente en Hamlet, el “danés melancólico”. Otro exponente literario de este clima cultural son los últimos escritos de John Donne, que giran constantemente en torno a la muerte. Sir Thomas Browne, con su Hydriotaphia y Urn Burial, y Jeremy Taylor, autor de Holy Living and Holy Dying son otros escritores representativos cuyos trabajos incluyen numerosas cavilaciones acerca de la muerte. Pero es Robert Burton, con su Anatomy of Melancholy, quien nos brinda el más profundo y completo estudio de este fenómeno. El libro trata la melancolía desde el punto de vista médico y literario. Obras contemporáneas relacionadas son "Duelo y Melancolía" de Sigmund Freud y "La melancolía" de H. Tellenbach.
La literatura también se ocupó de la melancolía. En el Cuento del clérigo, de Chaucer, se hace una descripción muy precisa de este «catastrófico vicio del espíritu». La acedia, nos dice, hace al hombre aletargado, pensativo y grave. Paraliza la voluntad humana, retarda y pone inerte al hombre cuando intenta actuar. De la acedia proceden el horror a comenzar cualquier acción de utilidad, y finalmente el desaliento o la desesperación. En su ruta hacia la desesperanza extrema, la acedia genera toda una cosecha de pecados menores, como la ociosidad, la morosidad, la lâchesse, la frialdad, la falta de devoción y «el pecado de la aflicción mundana, llamado tristitia, que mata al hombre, como dice San Pablo». Los que han pecado por acedia encuentran su morada eterna en el quinto círculo del infierno. Allí se los sumerge en la misma ciénaga negra con los coléricos, y sus lamentos y voces burbujean en la superficie.
Durante el romanticismo se dio un fenómeno similar, aunque no con el mismo nombre, desde Las cuitas del joven Werther, de Goethe. Las desventuras amorosas, debidos a diferentes obstáculos, dan lugar a todo tipo de peripecias y melancolías, desde Heinrich von Kleist, Heinrich Heine hasta Camilo Castelo Branco.
En 2011 se estrenó la película Melancolía de Lars Von Trier cuyo tema principal es, precisamente, la melancolía de la protagonista.

## Tratados clásicos
- P. Dandrey, Anthologie de l'humeur noire, París, Gallimard-Le Promeneur, 2005, antología de textos.
- Marsilio Ficino, Tres libros sobre la vida, Soc. Esp. Neuropsiquiatría (AEN), 2006.
- Alonso de Santa Cruz, Sobre la melancolía, Eunsa, 2005
- Andrés Velázquez, Libro de la melancolía, Jansen, 1994
- Tomaso Garzoni, El teatro de los cerebros y El hospital de los locos incurables, AEN, 2000
- Timothy Bright, Un tratado de melancolía, AEN, 2004
- André Du Laurens, De las enfermedades melancólicas, AEN, 2011
- Jourdain Guibelet, Del humor melancólico, AEN, 2011, ISBN 978-84-95287-57-1
- Jacques Ferrand, Melancolía erótica, AEN, 1996
- Robert Burton, Anatomía de la melancolía, Madrid, AEN, 3 vols, 1997, 1998 y 2002.